# Monte Altissimo (Toscana)
Il monte Altissimo è una montagna appartenente alla catena delle Alpi Apuane. Si trova in alta Toscana, nel comune di Seravezza (LU), fa parte del Parco Regionale delle Alpi Apuane ed è riconosciuto quale Sito di interesse comunitario e località di rilevante interesse ambientale in ambito CEE.

## Caratteristiche
La montagna è alta 1589 metri sul livello del mare e si trova nella parte centrale delle Alpi Apuane, in posizione lievemente spostata verso sud-ovest, quindi più vicina alla costa, rispetto all'asse principale della catena e allo spartiacque principale che vanno da nord-ovest a sud-est.
Pur essendo piuttosto basso, nonostante il nome, rispetto ad altre cime delle Alpi Apuane, come il Pisanino, la Tambura, il monte Grondilice, la Pania della Croce, il Cavallo, il monte Contrario, il pizzo d'Uccello, la Penna di Sumbra, il monte Sagro e la Pania Secca, l'Altissimo ha una massa enorme e presenta verso Sud impressionanti dirupi rocciosi che cadono quasi verticalmente per oltre 700 metri che lo rendono maestoso e ben individuabile da tutta la costa della Versilia, alla quale è piuttosto vicino.
I suoi versanti settentrionali sono assai meno dirupati e sono coperti da faggete.

## Accesso alla vetta
Per accedere alla vetta dell'Altissimo, si può partire da Castelnuovo di Garfagnana, percorrere la Valle della Turrite fino a Isola Santa, quindi proseguire per Tre Fiumi, Arni, Le Gobbie. Da qui inizia il sentiero che porta al crinale dentellato del Passo degli Uncini, a 1380 metri sul livello del mare. Da qui si sale infine fino alla vetta, dalla quale la vista spazia a 360 gradi su tutta la catena Apuana, sulla Versilia, sul mare, sull'Arcipelago toscano e la Corsica.
Si può giungere in vetta anche partendo dalle Gobbie, percorrendo una strada marmifera che porta alla Cava Fondone; da qui si sale su sentiero a gradini fino al passo del Vaso Tondo e quindi lungo la cresta sud-est fino alla cima.
Verso sud presenta un'alta parete, che cade a picco sulla marmifera e che nel lato sinistro è divisa in due pilastri poco marcati: il Pilastro di Sinistra, salito nel 1956 da A. Nerli, G.B. Scatena e G. Amadei è quello più ripreso dei due (350 m, IV e 1pp V+) mentre il Pilastro Centrale, scalato nel 1970 da L. Benincasi e G. Cianciani è ripetuto assai raramente (350 m, V e V+).
Nel 2014 è stato aperto un nuovo sentiero da parte del C.A.I. di Pisa, il n. 32 (EEA), che dalla località "La Polla" a 587 m s.l.m. raggiunge la vetta del monte Altissimo. 

## Curiosità storiche
Costituito in prevalenza da marmo di pregiatissima qualità, ospita ancora oggi diverse cave, tra le quali quella famosa della Cappella o Falcovaia, che ha provocato la perdita di un'intera cuspide sommitale diventando pertanto una simbolo del movimento No Cav, che si batte per la loro chiusura. 
La Cava Falcovaia fu utilizzata per primo da Michelangelo Buonarroti dal 1517, grazie al suo marmo particolarmente candido, «per tentare di cavare da quei monti i marmi per la facciata di S. Lorenzo di Firenze.»
Sull'Altissimo ha scritto anche il poeta Gabriele D'Annunzio, secondo il quale assomigliava alla Nike dell'antica Grecia: «la cruda rupe che non dà mai crollo, o Nike, il tuo ventoso peplo effigia. La violenza della tua vestigia eternamente anima il sasso brollo.»
Lungo i versanti della montagna si possono visitare le trincee della “Linea gotica”, che passava proprio per le vette, e anche antiche "lizze", cioè strade per far scivolare i grandi blocchi di marmo a valle.
In occasione dei Campionati del mondo di ciclismo su strada 2013, una stele è stata posizionata ai piedi del monte in memoria di Vincenzo Torriani.